# Пълният бюфет на живота
Пълният бюфет на живота“ (на английски: The Full Cupboard of Life) е роман на шотландския писател Алегзандър Маккол Смит. Романът е издаден през 2003 г. от британското издателство „Polygon Books“. На български език е издаден през 2011 г. от издателство „Изток - Запад“, като пета книга от поредицата „Дамска детективска агенция № 1“.

## Сюжет
Внимание:  Текстът по-долу разкрива сюжета на произведението (или части от него)!
Действието на книгата се развива в африканската страна Ботсуана. Главен персонаж в романа е маа Прешъс Рамотсве, дъщеря на бившия миньор Обед, която става частен детектив и основава първата в столицата на Ботсуана Габороне „Дамска детективска агенция № 1“. В петата книга от поредицата, маа Прешъс Рамотсве е малко нещастна, тъй като годеникът и Дж. Л. Б. Матекони, най-добрият автомонтьор в страната, все още не желае да определи дата за сватбата им. Тя поема нов случай, в който трябва да проучи кандидатите за женитба на маа Холонга, богата клиентка, която се интересува дали те наистина я харесват, или се интересуват само от парите. Накрая маа Рамотсве и г-н Матекони сключват брак.